# Nil-Flösselhecht

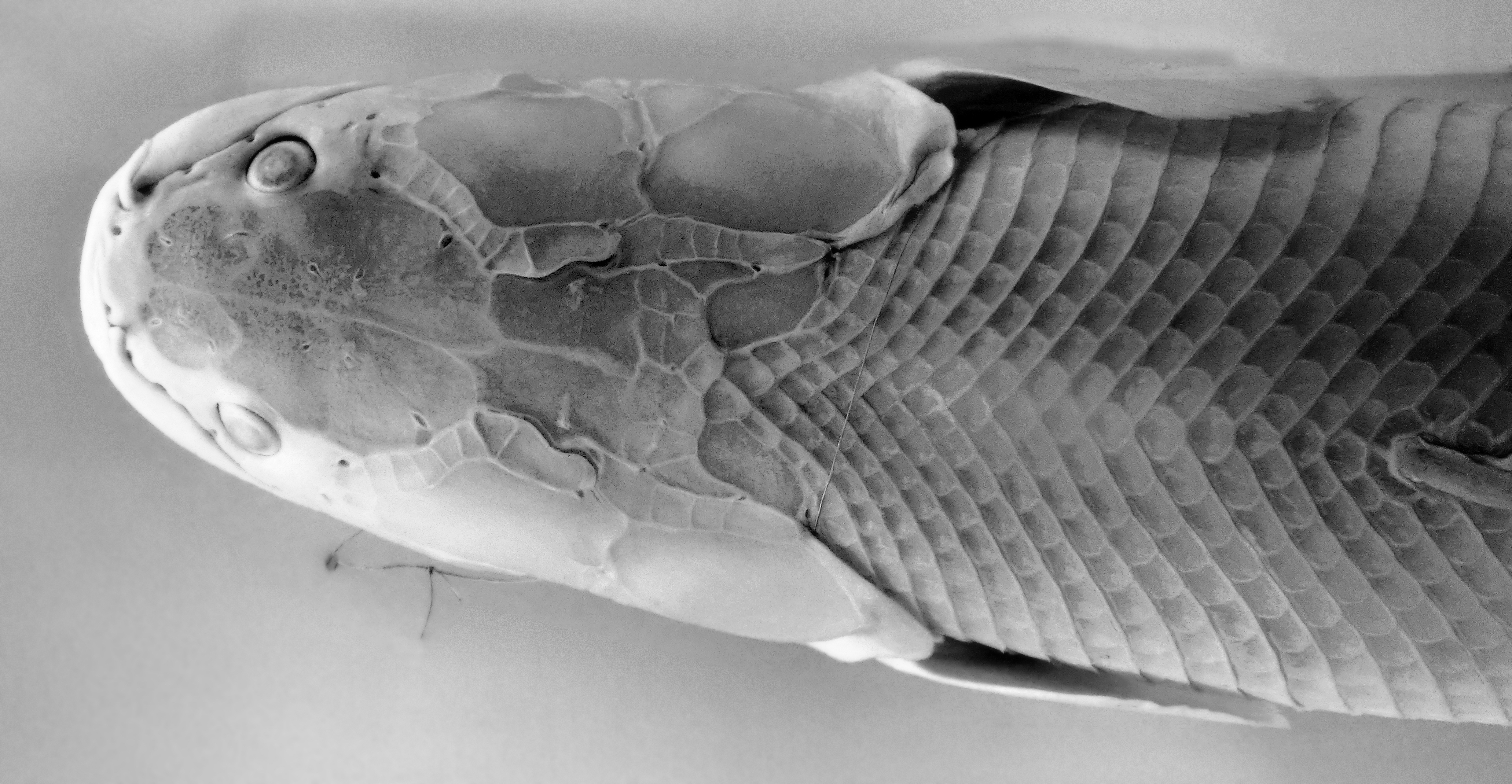
Nil-Flösselhecht, Kopf von oben

Der Nil-Flösselhecht (Polypterus bichir) ist eine Art aus der Familie der Flösselhechte (Polypteridae). Die Fische leben im Nil, im Turkanasee, im Omo, im Tschadsee und seinen Zuflüssen Schari und Logone. 

## Merkmale
Polypterus bichir wird maximal 72 Zentimeter lang. Der Oberkiefer ist etwas länger oder gleich lang wie der Unterkiefer. Auf dem Rücken hat er 14 bis 18 Flössel und damit etwas mehr als für Flösselhechte typisch ist. Vor den Flösseln befinden sich 11 bis 16 Schuppen. Die Afterflosse hat 13 bis 16 Flossenstrahlen. Die Brustflossen reichen angelegt bis zum zweiten Flössel. Wie bei allen Flösselhechten ist sein Körper mit harten Ganoidschuppen bedeckt. Die Anzahl der Schuppen entlang des Seitenlinienorgans beträgt 63 bis 70, eine Reihe rings um den Körper hat 46 bis 54 Schuppen. 
Die Fische sind olivfarben, der Bauch weißlich. An den Seiten befinden sich drei dunklere Längsstreifen, die bei Jungfischen deutlicher sind. An den Flanken hat Polypterus delhezi sieben bis acht unregelmäßige, aber deutlich sichtbare schwarze Querbinden die vom Rücken bis zur Seitenmitte reichen. Die paarigen Flossen sind gelblich-grünlich gestreift, die unpaaren farblos bis grau. 

## Lebensweise
Der Nil-Flösselhecht bevorzugt sehr seichtes Wasser und hält sich, meist bewegungslos, vor allem auf dem Gewässerboden auf. Er ist piscivor und ernährt sich von bodenbewohnenden Fischen. Der Laich wird in Wasserpflanzen gelegt. Die Alttiere bewachen und beschützen Eier und Larven.